# إسحاق بورنس ميرفي
إسحاق بورنس ميرفي (بالإنجليزية: Isaac Burns) هو فارس أمريكي، ولد في 16 أبريل 1861 في مقاطعة كلارك في الولايات المتحدة، وتوفي في 12 فبراير 1896.

## وصلات خارجية
- إسحاق بورنس ميرفي على موقع الموسوعة البريطانية (الإنجليزية)